# الاشتباكات الحدودية في شمال شرق سورية 2018
بدأت اشتباكات الحدود الشمالية السورية لعام 2018 في 31 أكتوبر 2018 عندما بدأت القوات المسلحة التركية في قصف مواقع وحدات حماية الشعب بالقرب من مدينتي عين العرب وتل أبيض والقرى المجاورة. تعتبر تركيا وحدات حماية الشعب امتدادًا لحزب العمال الكردستاني المحظور، الذي يشن تمردًا في تركيا منذ أكثر من 40 عامًا.

## الخلفية
صرح الصحفي أحمد س. يايلا أن العملية التي تقوم بها تركيا يمكن أن تتم لنقل هيئة تحرير الشام وعناصر تنظيم القاعدة من إدلب في ضوء اتفاقية نزع السلاح بين روسيا وتركيا. كما صرح صالح مسلم، الرئيس المشارك السابق لحزب الاتحاد الديمقراطي، بأن روسيا وتركيا كانتا تخططان لإرسال جهاديين للقتال ضد القوات الكردية في سوريا من خلال الاتفاق. في 30 أكتوبر 2018 قال وزير الدفاع التركي خلوصي آكار أمام تجمع عام قبل العملية: «الخطة هي إزالة وحدات حماية الشعب، وجمع أسلحتهم الثقيلة، وأخيرًا السماح لشعب منبج الحقيقي بالسيطرة الكاملة على مدينتهم».

## الاشتباكات

مواقع الاشتباكات التي تم تمييزها داخل الدوائر المفرغة

ذكر الجيش التركي أن أربعة من رجال الميليشيات الكردية قتلوا وأصيب ستة آخرون في قصف مواقع وحدات حماية الشعب. تقول قوات سوريا الديمقراطية إن الهجوم أوقف مؤقتًا العمليات ضد تنظيم الدولة الإسلامية بالقرب من الحدود العراقية. كما ذكرت قوات سوريا الديمقراطية أن الضربات التركية لم تقتصر على كوباني، بل على المناطق المحيطة على طول الحدود السورية التركية التي تسيطر عليها الإدارة الذاتية. في 30 أكتوبر 2018، تعهد الرئيس التركي رجب طيب أردوغان بتطهير منطقة الفرات الشرقية من الميليشيات الكردية، بينما استهدفت القوات التركية في 29 أكتوبر مواقع وحدات حماية الشعب على طول نهر الفرات. وردًا على الهجوم، أعادت قوات سوريا الديمقراطية نشر وحدات متعددة من منطقة دير الزور لمواجهة القوات التركية. استجابة لذلك، ذكرت وحدات حماية الشعب أنها دمرت سيارة تركية ونشرت مقطع فيديو للهجوم. ومع ذلك، لم تعترف الحكومة التركية بالبيان. لقد أطلقت مركبة عسكرية تركية النار على المركز الحدودي في بلدة تل أبيض، مما أسفر عن مقتل شخص من قوات الحماية الذاتية التابعة لقوات سوريا الديمقراطية.
ومع قيام الولايات المتحدة بعلاقات إيجابية مع كل من تركيا وقوات سوريا الديمقراطية، وصل وفد عسكري أمريكي إلى تل أبيض في محاولة للتوسط بين الطرفين لمحاولة حل النزاع.
في 1 نوفمبر 2018، استهدف الجيش التركي كوباني بطائرات هليكوبتر وكذلك مدافع هاوتزر استعدادًا لهجوم ونسق خططًا لهجوم مع جماعات المعارضة المتحالفة المتمركزة في عفرين.
استمرت الاشتباكات بقصف متقطع، وفي 6 نوفمبر استهدفت تركيا بلدة رأس العين، وهي نقطة إمداد لوحدات حماية الشعب.

## العواقب
في 21 نوفمبر، أعلن وزير الدفاع الأمريكي جيمس ماتيس أن الولايات المتحدة ستنشئ نقاط مراقبة جديدة على طول الحدود التركية في شمال سوريا من أجل الحد من الحوادث المماثلة بين القوات التركية والمسلحين الأكراد في المنطقة. يعتبر هذا المسعى وسيلة لتخفيف التوترات بين حليفي الناتو ولا يتطلب نشر قوات أمريكية إضافية في سوريا. هذه الخطوة مثيرة للجدل بسبب تعبير المشرعين الأمريكيين عن مخاوفهم من زحف المهمة في سوريا في الأسابيع والأشهر الأخيرة. تقرر إقامة ما مجموعه ثلاث نقاط مراقبة في تل أبيض واثنين في كوباني. تم الانتهاء من أول موقع لتل أبيض في 27 نوفمبر. أُنشئت ثلاثة مراكز مراقبة إجمالية بحلول 12 ديسمبر. قال مسؤول أميركي: «تم تحديد المواقع بوضوح، وأي قوة تهاجمها ستعرف بالتأكيد أنها تهاجم الولايات المتحدة».
في 12 ديسمبر 2018، أعلنت الحكومة التركية أنها ستبدأ عملياتها ضد الإدارة الذاتية «في غضون أيام قليلة» في توبيخ واضح للجهود الأمريكية لضمان أمن الحدود التركية في المنطقة. وردًا على ذلك، قال البنتاغون إن أي عمل عسكري أحادي الجانب يتم القيام به في شمال سوريا، حيث تعمل القوات الأمريكية، سيكون «غير مقبول». ومع ذلك، وبعد عدة أيام أعلنت الولايات المتحدة انسحاب قواتها من سوريا، وبعد ذلك أجلت تركيا الهجوم المخطط له.
في 25 ديسمبر، سلمت قوات سوريا الديمقراطية بلدة عريمة غرب منبج إلى قوات الحكومة السورية.
في 27 و28 ديسمبر، دعا مجلس منبج العسكري القوات السورية لدخول منبج لدرء تقدم تركي مستقبلي. انتشرت القوات السورية تدريجيًا في المناطق الريفية المحيطة فيما واصلت القوات الأمريكية تسيير دوريات داخل المدينة وعلى طول خطوط الاتصال مع الجيش السوري الحر المدعوم من تركيا، الذي استمرت وحداته في الانتشار والتعبئة على طول حدود منبج.
بعد انتقاد الانسحاب المخطط لقواتهم، فرضت الولايات المتحدة في 6 يناير أمن حلفائها بقيادة الأكراد كشرط للانسحاب.